# Maserati Bora

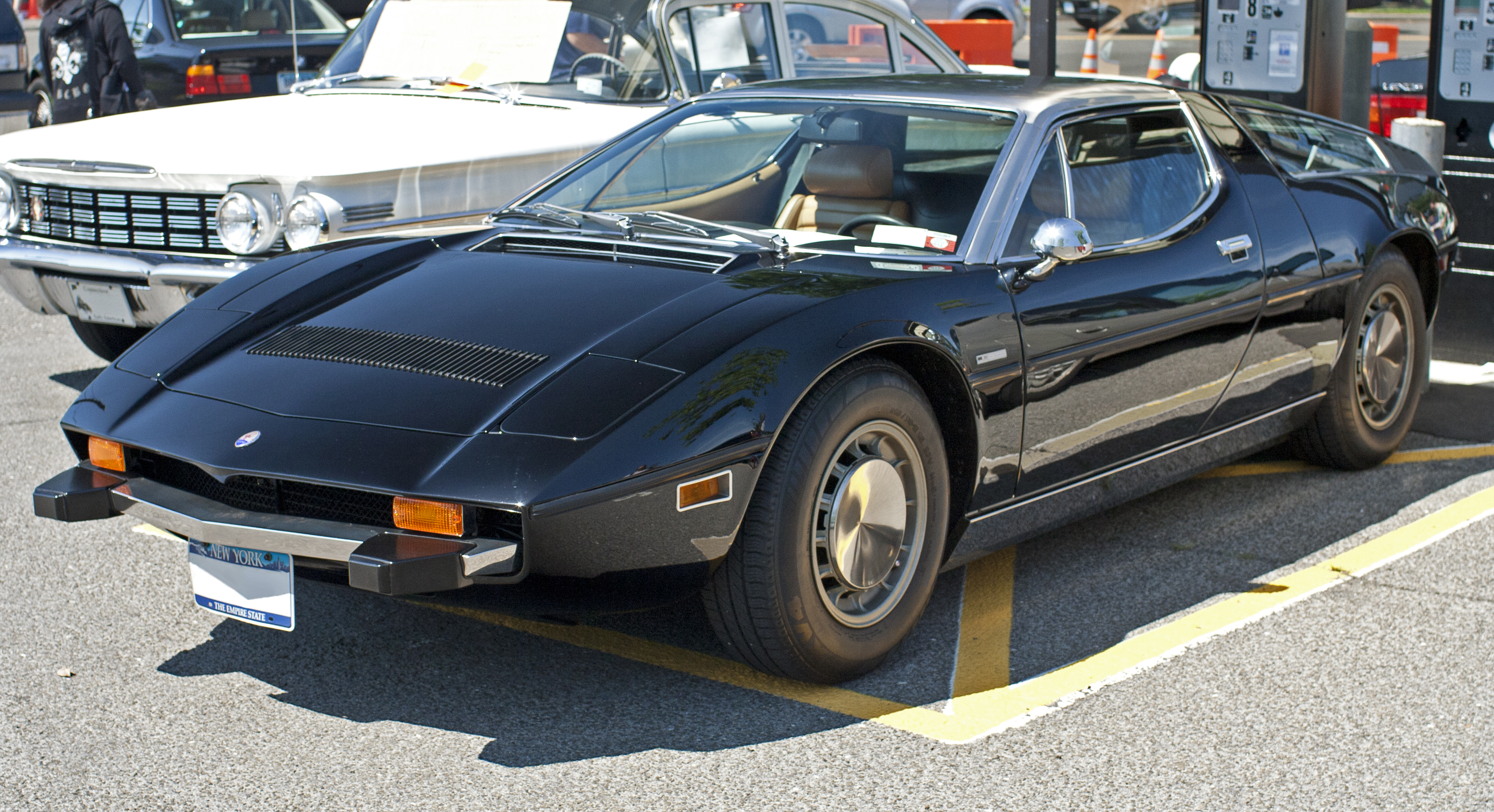
US-Version mit speziellen Stoßstangen und -hörnern sowie US-Seitenleuchten

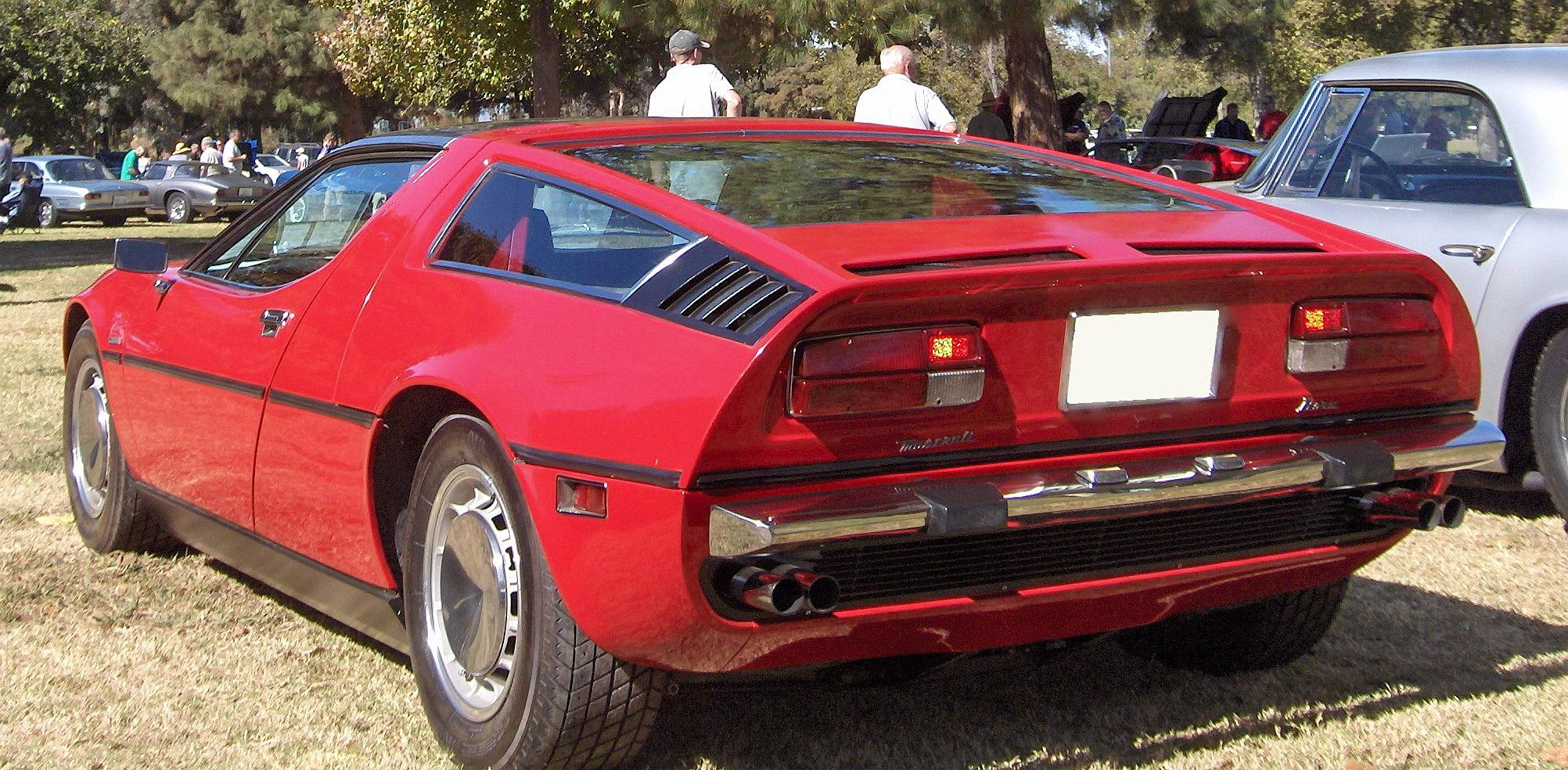
Heck einer frühen US-Version mit speziellen Stoßstangenhörnern und Seitenleuchten; Rückleuchten entsprechend zeitgenössischen Alfa-Romeo-Modellen

Der Maserati Bora war ein zweisitziges Sportwagenmodell des italienischen Automobilherstellers Maserati mit hauseigenem V8-Mittelmotor.

## Allgemeines
Es war der erste Straßensportwagen des Herstellers mit Mittelmotor, nachdem Maserati bereits im Rennsport Erfahrungen mit diesem Layout gesammelt hatte. Als das Modell entstand, gehörte Maserati zu Citroën. Die Coupé-Karosserie entwarf Giorgetto Giugiaro 1969 in seiner Firma Italdesign, hergestellt wurden die Karosserien bei Officine Padane in Modena.
Zeittypisch sind das kantige Äußere und die flache Front mit Klappscheinwerfern, die mit dem hauseigenen V8-Motor eine Höchstgeschwindigkeit von bis zu 265 km/h ermöglichten. Weitere charakteristische Merkmale sind verschiedene Chrom-Zierelemente, die Auspuffanlage mit vier Endrohren und das Edelstahldach. Intern als Type 117 bezeichnet, wurde er 1971 auf dem Genfer Auto-Salon vorgestellt. Als 1972 die Produktion begann, erschwerten die hohen Kraftstoffpreise den Absatz. Bei sportlicher Fahrweise ergab sich ein Durchschnittsverbrauch bis zu 25,6 Litern auf 100 Kilometer. In dieser Krise trennte sich Citroën wieder von Maserati. Da die Vertriebswege hierdurch neu organisiert werden mussten, sanken die Produktionszahlen von 56 im Jahre 1975 auf lediglich sechs im darauffolgenden Jahr. Unter der neuen Leitung von Alejandro de Tomaso wurde das Modell technisch überarbeitet, ehe es 1978 ohne direkten Nachfolger auslief. Insgesamt entstanden 571 Fahrzeuge. Der Absatz litt insbesondere darunter, dass der Bora lange Zeit nicht die amerikanischen Zulassungsbestimmungen hinsichtlich des Außengeräuschs, des Abgases und der Sicherheit (Stoßstangen) erfüllte und dort gegen den ähnlich starken, jedoch preisgünstigeren De Tomaso Pantera bestehen musste.
Einen straßenzugelassenen Seriensportwagen mit Mittelmotor gab es bei Maserati erst wieder 2004 mit dem Maserati MC12, wenn auch nur in 50 Exemplaren als Homologationsmodell für den Rennsport.

### Zeitgenössische Beurteilung
Gelobt wurden das Fahrverhalten, das Platzangebot und die enorme Kraft des Motors, ebenso die Ausstattung: Serienmäßig waren eine Klimaanlage, elektrische Fensterheber sowie Sitz- und Pedalverstellungen. Kritisiert wurde das Heizungs- und Lüftungssystem, insbesondere weil sich der Innenraum durch die flach stehenden Scheiben stark aufheizte, ferner die speziellen, mit Komponenten aus dem Citroën SM arbeitenden hydraulischen Bremsen mit ungewöhnlich kurzem Pedalweg sowie die Mittelmotor-typisch eingeschränkte Sicht nach hinten.

### Namensgebung
Bei den Modellnamen verwendete Maserati früher oft Bezeichnungen für Winde, wie zum Beispiel beim Ghibli, beim Mistral oder hier dem Bora. Die Bora bezeichnet einen kalten, trockenen Wind, der an der Adria aus Nordosten weht.

## Technik im Überblick

### Motoren
In der ersten Modellgeneration kam ein längs eingebauter, wassergekühlter V8-Mittelmotor mit einem Zylinderblock und -kopf aus Leichtmetall sowie zwei obenliegenden Nockenwellen pro Zylinderreihe zum Einsatz. Der relativ kompakte Motor mit einem Zylinderwinkel von 90 Grad schöpfte anfangs aus 4719 cm³ Hubraum 310 PS (228 kW) bei 6000/min. Das zusammen mit dem Getriebe, dem Differenzial und den hinteren Radaufhängungen auf einem gummigelagerten und demontierbaren Fahrschemel montierte und auch im Maserati Ghibli verwendete Aggregat beschleunigte den Wagen von 0 auf 100 km/h in 6,5 Sekunden und er erreichte eine Spitzengeschwindigkeit von 260 km/h. 1976 wurde der Hubraum auf 4,9 Liter erhöht, das maximale Drehmoment betrug 461 Nm und bei 6000/min standen 330 PS (243 kW) zur Verfügung, die Spitzengeschwindigkeit erhöhte sich auf 265 km/h.
Weitere Daten:
- Bohrung/Hub: 93,9 mm × 85 mm
- Verdichtungsverhältnis: 8,5:1
- Ventilsteuerung: zwei Ventile pro Zylinder, gesteuert durch zwei obenliegende Nockenwellen mit Kettenantrieb für jeden Zylinderblock
- Gemischbildung: vier Weber-42-DCNF-Vergaser
- Zündanlage: mit Zündverteiler

### Kraftübertragung
Über eine Einscheibentrockenkupplung und ein ZF-5-Gang-Schaltgetriebe wurden die Hinterräder angetrieben, dabei waren das Getriebe und das Differenzial mit hypoidverzahntem Achsantrieb hinter dem Motor angeflanscht.
- Übersetzungsverhältnis: I) 2,580:1; II) 1,520:1; III) 1,040:1; IV) 0,850:1; V) 0,740:1
- Übersetzungsverhältnis im Achsgetriebe: 3,770:1

### Fahrwerk
Dank Einzelradaufhängung an doppelten Querlenkern, Schraubenfedern mit Teleskopstoßdämpfern und Stabilisatoren vorn und hinten bot die sportliche Federung auf schlechten Straßen genügend Restkomfort. Der Bora hatte eine Zahnstangenlenkung. Im Rahmen der Zusammenarbeit mit Citroën erhielt der Bora vier innenbelüftete Scheibenbremsen die über ein vom Motor angetriebenes Hydrauliksystem betätigt wurden. Später gab es eine konventionelle Hydraulik mit Bremskraftverstärker. Standardmäßig wurden Leichtmetallräder im Format 7,5 × 15 mit 215/70 × 15-er Michelin-Radialbereifung montiert.

### Karosserie
Die zweitürige, zweisitzige Sportcoupé-Karosserie stand auf einem Plattformrahmen mit quadratischen Rohren als Fahrschemel von Motor und Kraftübertragung.
Wegen des relativ kompakten Motors blieb trotz kompakter Außenmaße überdurchschnittlich viel Platz für Passagiere und Gepäck. Der Innenraum war weniger beengt als beim Lamborghini Countach oder Ferrari 365 GT/4 Berlinetta Boxer. 

### Abmessungen und Gewicht
- Länge: 4330 mm
- Breite: 1770 mm
- Radstand: 2590 mm
- Spurweite vorn/hinten: 1470 mm/1440 mm
- Gewicht: 1400 kg

### Leistung
- Höchstgeschwindigkeit: 265 km/h
- Beschleunigung 0–100 km/h: 6,5 s
- Kraftstoffverbrauch (Durchschnitt): 25,6 l/100 km

## Parallelmodell
Der Maserati Merak mit fast gleicher Karosserie wie der Bora wurde zwischen 1972 und 1983 mit V6-Motor produziert. Anfangs mit 190 PS aus 3,0 Litern Hubraum und 235 km/h Spitze, 1975 dann als Merak SS mit 220 PS und 240 km/h Höchstgeschwindigkeit war er mit 1500 gebauten Einheiten der beliebteste Maserati seiner Zeit. Auch seine Karosserieform stammte von Italdesign; für ihn wurden viele Designelemente und einzelne Karosserieteile des Bora übernommen. Zu unterscheiden ist er äußerlich an den frei stehenden C-Säulen und der kleinen, senkrechten Heckscheibe, während der Bora mit zusätzlichen Seitenscheiben und einer flach liegenden großen Heckscheibe versehen ist. Weitere Unterschiede sind die beim Merak fehlende seitliche Kunststoffleiste sowie eine andere Frontgestaltung. Der Merak hat wegen des kürzeren V6-Motors noch Platz für zwei (allerdings sehr kleine) Notsitze im Fond.